# ドウティ

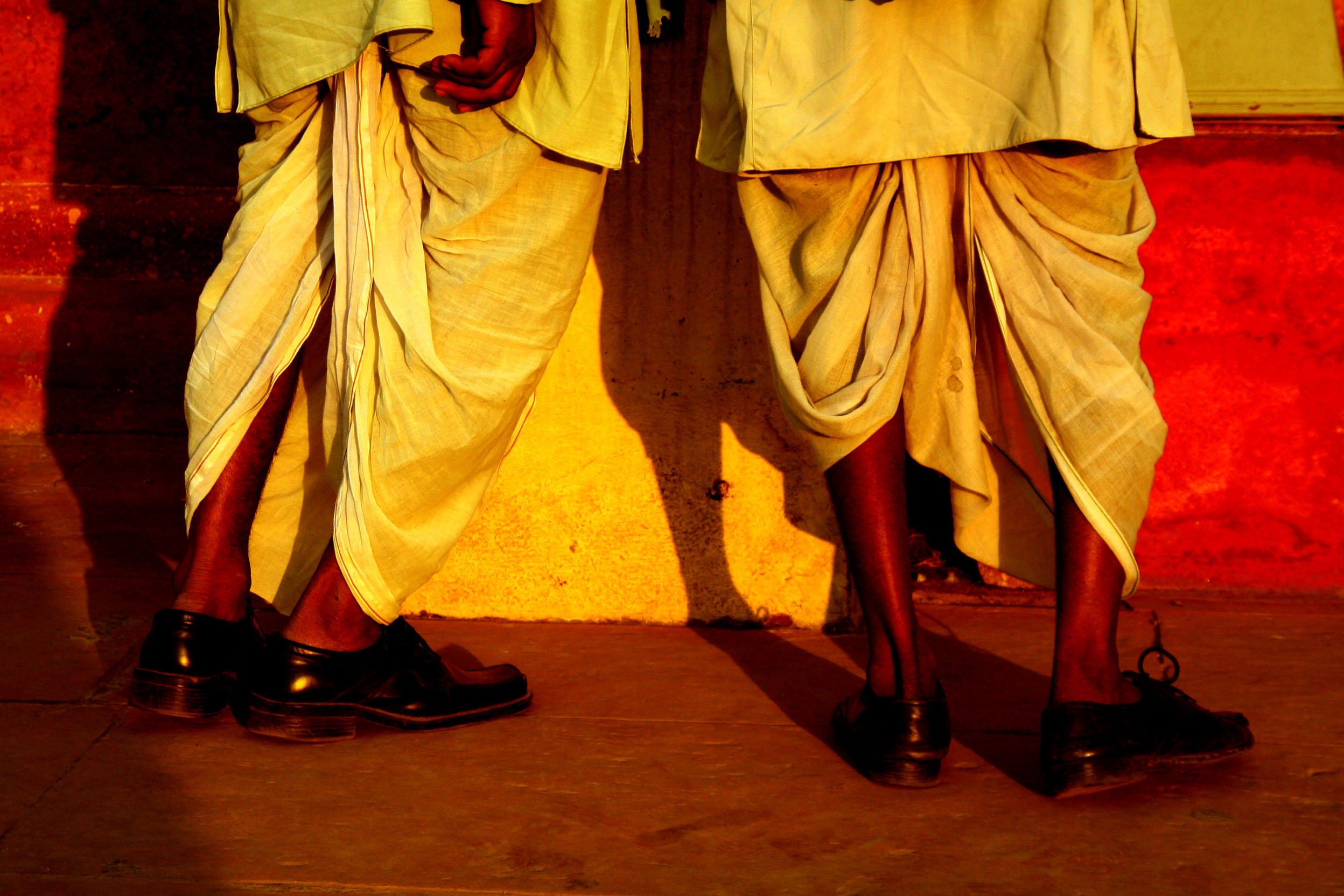
ドウティを着用したインド人男性たち

ドウティ（dhoti、ヒンディー語: धोती）は、インドのヒンドゥー教徒男性が着用する腰布の一種。
巻きスカートのように腰に巻きつけるだけの場合もあるがカッチャ式と呼ばれる股の間に布を通して動きやすくした着方も好まれる。着装に書いたのは股下を通す場合の着方である。　

## 概要
着用するとだいたいへその上から踝までの丈となる。
着用者の体型にもよるが、縦に約120センチ、横に約420センチほどの幅がある、縫い目のない長方形の白い木綿の布である。
ヒンドゥー教徒にとっては縫い目や断ち落としのない布が清浄とされるため、布を継いで使わない。
これはヒンドゥー教の行者にとっても同じで、修行衣としてランゴーティ（langoti）と呼ばれる一枚布の褌を用いる。
この場合、股下に布を通すことで禁欲を表現している。
ヒンドゥー教徒にとって裸体は神聖なもので、裸体を晒すことは恥とはしなかった。
上衣を着用するようになったのはイスラム教の影響である。
17世紀以降、上衣が用いられるようになり、現在ではクルタ（kruta）という丸首のシャツや西洋風のシャツと併用される。

## 着装
自分からみて布の左端からだいたい4分の1程度の部分を腰に当て（左が短く、右が長い）、腰幅にあたる左右の織り耳を摘んで腰の前で結ぶ。
左の結び余りの布部分を脚の間に通し、背中側で折り畳んで後ろ腰に挟む。
右の結び余りの布部分を左端に余りを取ってから五段に折り畳み、畳んだ部分は結び目を隠すようにしてへその下あたりに挟む。
襞を取った余りは左腰を通って腰を一周させ、締めて完成。